# フォージア・クーフィ
フォージア・クーフィ（ペルシア語: فوزیه کوفی、ペルシア語発音: [fæwziːæ(h) kuːfiː]、1975年 - ）は、アフガニスタンの作家、人権活動家、政治家。元国会議員、元国民議会副議長。バダフシャーン州出身。プレストン大学修士課程修了。
著書『わたしが明日殺されたら』は、2011年に日本語訳が徳間書店より出版された。

## 出版
- Fawzia Koofi (April 2011). Letters to My Daughters. Canada: Douglas & Mcintyre. ISBN 978-1-55365-876-4
- Fawzia Koofi (January 3, 2012). The Favored Daughter: One Woman's Fight to Lead Afghanistan into the Future. USA: Palgrave Macmillan. ISBN 978-0-230-12067-9